# Catalogo dei dipinti della Galleria Doria Pamphilj
Di seguito il catalogo dei dipinti (non completo ma comunque esaustivo) della Galleria Doria Pamphilj, sita nel palazzo omonimo di Roma: composta da un gruppo di opere commissionate, acquistate o ereditate dalla famiglia Doria-Landi-Pamphilj.
Il gruppo più cospicuo di pezzi del catalogo faceva parte dell'originaria collezione Pamphilj seicentesca, confluita poi nelle raccolte Doria a partire dal 1763, per il tramite della dote di Anna Pamphilj, la quale (vista anche l'estinzione del ramo maschile della famiglia romana) lasciò i beni di sua proprietà al marito Giannandrea III Doria-Landi.
Un'esigua parte della collezione Doria-Pamphilj, quindi non di provenienza esclusiva Pamphilj, trova stabile esposizione nella villa del Principe di Genova, altra dimora storica ereditata dalla stessa famiglia che detiene la proprietà del palazzo di via del Corso a Roma.

## Elenco

### Dipinti provenienti dalla collezione Pamphilj (1647-1763)
| Immagine                 | Titolo | Autore                                                           | Data             | Dimensioni                            | Tecnica e supporto        | Numero d'inventario                                                                              | Note |
| ------------------------ | --- | ---------------------------------------------------------------- | ---------------- | ------------------------------------- | ------------------------- | ------------------------------------------------------------------------------------------------ | --- |
|                          | San Francesco in estasi sorretto dagli angeli                                                                 | Francesco Albani                                                 | 1602 ca.         | 45,2×39,4 cm                          | olio su tela              | FC 248                                                                                           | già in collezione Aldobrandini |
|                          | Sacra Famiglia con le sante Caterina e Cecilia                                                                | Francesco Albani                                                 | 1600-1601        | 26,2×18,2 cm                          | olio su lavagna           | FC 324                                                                                           | già in collezione Aldobrandini |
|                          | Paesaggio con l'Assunzione della Vergine                                                                      | Francesco Albani                                                 | ante 1648        | 121×189,5 cm                          | olio su tela              | FC 240                                                                                           | serie delle Lunette Aldobrandini, già in collezione Aldobrandini |
|                          | Paesaggio con il trasporto del corpo di Cristo                                                                | Francesco Albani e aiuti (forse Annibale Carracci)               | ante 1648        | 120,5×189 cm                          | olio su tela              | FC 258                                                                                           | serie delle Lunette Aldobrandini, già in collezione Aldobrandini |
|                          | Paesaggio con l'Adorazione dei pastori                                                                        | Francesco Albani e aiuti (forse Sisto Badalocchio)               | ante 1648        | 94×127 cm                             | olio su tela              | FC 260                                                                                           | serie delle Lunette Aldobrandini, già in collezione Aldobrandini |
|                          | Paesaggio con l'Adorazione dei magi                                                                           | Francesco Albani e aiuti (Lanfranco e Antonio Carracci)          | ante 1648        | 122×230 cm                            | olio su tela              | FC 262                                                                                           | serie delle Lunette Aldobrandini, già in collezione Aldobrandini |
|                          | Paesaggio con la Visitazione                                                                                  | Francesco Albani e aiuti (forse Antonio Carracci)                | ante 1648        | 93,5×126,5 cm                         | olio su tela              | FC 238                                                                                           | serie delle Lunette Aldobrandini, già in collezione Aldobrandini |
|                          | Giuditta con la testa di Oloferne                                                                             | Mariotto Albertinelli                                            |                  | 79,3×60 cm                            | olio su tavola            | FC 499                                                                                           | già in collezione Aldobrandini |
|                          | Andata al Calvario                                                                                            | Alessandro Allori                                                |                  | 58×48,8 cm                            | olio su tavola            | FC 153                                                                                           | già in collezione Aldobrandini |
|                          | Sacra famiglia con san Giovannino                                                                             | Andrea del Sarto e bottega                                       | 1530 ca.         | 97,7×91,5 cm                          | olio su tavola            | FC 72                                                                                            | già in collezione Aldobrandini |
|                          | Madonna col Bambino e san Giovannino                                                                          | Andrea del Sarto (copia da)                                      |                  | 112,7×96,5 cm                         | olio su tavola            | FC 439                                                                                           | registrato nel 1666 presso il palazzo di piazza Navona, nel 1718 è nella villa di Belrespiro; si tratta della copia del dipinto oggi al Museo del Prado di Madrid |
|                          | Madonna col Bambino                                                                                           | Andrea del Sarto (copia da)                                      |                  | 84×65,3 cm                            | olio su tavola            | FC 520                                                                                           | copia del dipinto oggi a Palazzo Pitti di Firenze |
|                          | Paesaggio fluviale con vaso di marmo                                                                          | Paolo Anesi                                                      |                  | 47,5×248 cm                           | olio su tela              | FC 384                                                                                           | |
|                          | Paesaggio con castello merlato sulla sinistra                                                                 | Paolo Anesi                                                      |                  | 39×246 cm                             | olio su tela              | FC 574                                                                                           | |
|                          | Paesaggio con scorcio di mare e villaggio                                                                     | Paolo Anesi                                                      |                  | 36×158 cm                             | olio su tela              | FC 427                                                                                           | |
|                          | Paesaggio col ponte Lucano                                                                                    | Paolo Anesi                                                      |                  | 35,5x 157,5 cm                        | olio su tela              | FC 480                                                                                           | |
|                          | Ritratto di Coniugi                                                                                           | Sofonisba Anguissola                                             | 1570 ca.         | 72×65 cm                              | olio su tela              | FC 446                                                                                           | registrato nel 1666 presso il palazzo di piazza Navona |
|                          | Liberazione di san Pietro                                                                                     | Sisto Badalocchio                                                |                  | 168×113 cm                            | olio su tela              | FC 335                                                                                           | registrato nel 1666 presso la villa di Belrespiro |
|                          | Studio per san Giuda                                                                                          | Federico Barocci                                                 |                  | 40,5×27,4 cm                          | tempera su carta          | FC 247                                                                                           | |
|                          | Ritratto di fanciullo                                                                                         | Federico Barocci (cerchia di)                                    |                  | 34×28,5 cm                            | olio su tela              | FC 217                                                                                           | |
|                          | San Sebastiano                                                                                                | Marco Basaiti                                                    |                  | 148,4×62,8 cm                         | olio su tavola            | FC 495                                                                                           | già in collezione Aldobrandini |
|                          | Cristo deriso                                                                                                 | Francesco Bassano                                                |                  | 98×1331,5 cm                          | olio su tela              | FC 101                                                                                           | |
|                          | Cena in Emmaus                                                                                                | Francesco Bassano                                                |                  | 81×115 cm                             | olio su tela              | FC 454                                                                                           | |
|                          | Orazione nell'Orto                                                                                            | Francesco Bassano                                                |                  | 73,5×102 cm                           | olio su tela              | FC 488                                                                                           | |
|                          | Adorazione dei pastori                                                                                        | Francesco Bassano                                                |                  | 100,5×133 cm                          | olio su tela              | FC 498                                                                                           | |
|                          | Scena boschereccia (l'Autunno?)                                                                               | Francesco Bassano (e Jacopo?)                                    |                  | 80×114 cm                             | olio su tela              | FC 528                                                                                           | già in collezione Facchinetti |
|                          | Adorazione dei pastori                                                                                        | Francesco Bassano                                                |                  | 93,5×116,4 cm                         | olio su tela              | FC 524                                                                                           | già in collezione Facchinetti |
|                          | Gesù scaccia i mercanti dal Tempio                                                                            | Francesco Bassano (e bottega)                                    |                  | 96,5×138,5 cm                         | olio su tela              | FC 91                                                                                            | già in collezione Aldobrandini |
|                          | Entrata nell'Arca                                                                                             | Francesco Bassano (e bottega)                                    |                  | 99×160 cm                             | olio su tela              | FC 102                                                                                           | già in collezione Facchinetti, registrato nel palazzo in piazza Navona |
|                          | Paradiso terrestre                                                                                            | Jacopo Bassano                                                   | 1573             | 77×109 cm                             | olio su tela              | FC 585                                                                                           | |
|                          | Veduta di Verona                                                                                              | Jacopo Bassano (e bottega)                                       |                  | 73×135 cm                             | olio su tela              | FC 462                                                                                           | |
|                          | Ritorno del figliol prodigo                                                                                   | Jacopo e Francesco Bassano                                       |                  | 98,5×126 cm                           | olio su tela              | FC 103                                                                                           | |
|                          | Sacrificio di Noè in un paesaggio                                                                             | Leandro Bassano                                                  |                  | 79×110 cm                             | olio su tela              | FC 93                                                                                            | |
|                          | Orfeo ammansa le belve                                                                                        | Leandro Bassano (bottega)                                        |                  | 97×131 cm                             | olio su tela              | FC 175                                                                                           | |
|                          | Entrata nell'Arca                                                                                             | Leandro Bassano (bottega)                                        |                  | 112×155 cm                            | olio su tela              | FC 331                                                                                           | |
|                          | Il banchetto del ricco Epulone                                                                                | Leandro Bassano (bottega)                                        |                  | 79×134 cm                             | olio su tela              | FC 490                                                                                           | |
|                          | San Girolamo penitente                                                                                        | Domenico Beccafumi                                               |                  | 49×35,5 cm                            | olio su tavola            | FC 509                                                                                           | già in collezione Aldobrandini |
|                          | Nozze mistiche di santa Caterina con san Giovannino e santi                                                   | Domenico Beccafumi                                               |                  | 94 cm diametro                        | olio su tavola            | FC 672                                                                                           | già in collezione Aldobrandini |
|                          | Cornelia | Domenico Beccafumi                                               |                  | 96,5×53,2 cm                          | olio su tavola            | FC 784                                                                                           | già in collezione Aldobrandini |
|                          | Ritratto di giovane donna                                                                                     | Francesco Beccaruzzi                                             |                  | 50,6×40,8 cm                          | olio su tela              | FC 489                                                                                           | |
|                          | Ritratto di gentiluomo                                                                                        | Francesco Beccaruzzi ?                                           |                  | 99×76,5 cm                            | olio su tela              | FC 388                                                                                           | registrato nel 1666 presso il palazzo di piazza Navona |
|                          | Madonna col Bambino e san Giovanni Battista                                                                   | Giovanni Bellini e bottega (forse Nicolò Rondinelli)             |                  | 75,5×60,6 cm                          | olio su tavola            | FC 98                                                                                            | già in collezione Aldobrandini |
|                          | Circoncisione                                                                                                 | Giovanni Bellini (cerchia di)                                    |                  | 74,5×111,4 cm                         | olio su tavola            | FC 519                                                                                           | già in collezione Aldobrandini |
|                          | Allegoria della Pittura, Scultura e Architettura                                                              | Marco Benefial                                                   | 1713             | 103×159 cm                            | olio su tela              | FC 618                                                                                           | |
|                          | Natività con i santi Francesco, Maria Maddalena e Giovannino                                                  | Giovan Battista Benvenuti                                        | 1527             | 225×160 cm                            | olio su tavola            | FC 312                                                                                           | registrato nel 1666 presso il palazzo di piazza Navona |
|                          | Andata al Calvario                                                                                            | Herri met de Bles                                                | 1520-1530        | 33,2×43,6 cm                          | olio su tavola            | FC 493                                                                                           | già in collezione Aldobrandini |
|                          | Paesaggio con caseggiato e figure                                                                             | Jan Frans van Bloemen                                            |                  | 24×36 cm                              | olio su tela              | FC 203                                                                                           | |
|                          | Paesaggio con torre e figure                                                                                  | Jan Frans van Bloemen                                            |                  | 24×36 cm                              | olio su tela              | FC 204                                                                                           | |
|                          | Paesaggio con figure in primo piano                                                                           | Jan Frans van Bloemen                                            |                  | 49×65,5 cm                            | olio su tela              | FC 426                                                                                           | |
|                          | Paesaggio con temporale                                                                                       | Jan Frans van Bloemen                                            |                  | 75,5×100,2 cm                         | olio su tela              | FC 402                                                                                           | |
|                          | Paesaggio con carovana                                                                                        | Jan Frans van Bloemen                                            |                  | 74,5×99 cm                            | olio su tela              | FC 373                                                                                           | |
|                          | Paesaggio con pescatori                                                                                       | Jan Frans van Bloemen                                            |                  | 73,5×99 cm                            | olio su tela              | FC 481                                                                                           | |
|                          | Paesaggio con cascata delle Marmore presso Terni e arcobaleno                                                 | Jan Frans van Bloemen                                            |                  | 89×154 cm                             | olio su tela              | FC 377                                                                                           | |
|                          | Paesaggio con cascata di Tivoli                                                                               | Jan Frans van Bloemen                                            |                  | 89×155 cm                             | olio su tela              | FC 378                                                                                           | |
|                          | Paesaggio con pastori e una sorgente d'acqua                                                                  | Jan Frans van Bloemen                                            |                  | 75,5×99,8 cm                          | olio su tela              | FC 463                                                                                           | |
|                          | Paesaggio con pastore, due contadine e lago nel fondo                                                         | Jan Frans van Bloemen                                            |                  | 72,5×97,5 cm                          | olio su tela              | FC 464                                                                                           | |
|                          | Paesaggio con pastori e grandi figure                                                                         | Jan Frans van Bloemen                                            |                  | 73×98 cm                              | olio su tela              | FC 404                                                                                           | |
|                          | Paesaggio con quattro pastori                                                                                 | Jan Frans van Bloemen                                            |                  | 21,5×47,5 cm                          | olio su tela              | FC 838                                                                                           | |
|                          | Paesaggio con cinque pastori                                                                                  | Jan Frans van Bloemen                                            |                  | 21,5×47,5 cm                          | olio su tela              | FC 839                                                                                           | |
|                          | Paesaggio con cavalli, pastori e gregge                                                                       | Jan Frans van Bloemen                                            |                  | 21,5×47,6 cm                          | olio su tela              | FC 837                                                                                           | |
|                          | Paesaggio con castello, viadotto e pastori                                                                    | Jan Frans van Bloemen                                            |                  | 137×98,5 cm                           | olio su tela              | FC 483                                                                                           | |
|                          | Paesaggio con ruderi, ponte e pastore                                                                         | Jan Frans van Bloemen                                            |                  | 136,2×98,5 cm                         | olio su tela              | FC 484                                                                                           | |
|                          | Paesaggio con lago, cascata e villaggio                                                                       | Jan Frans van Bloemen                                            |                  | 90,5×156 cm                           | olio su tela              | FC 468                                                                                           | |
|                          | Paesaggio con cascata, pescatori e raccoglitori di legna                                                      | Pieter van Bloemen o Francois Simonot                            |                  | 96,5×134,5 cm                         | olio su tela              | FC 789                                                                                           | |
|                          | Sacra Conversazione con i santi Giovanni Battista, Pietro, Nicola da Bari e una santa                         | Boccaccio Boccaccino                                             |                  | 72,2×104,5 cm                         | olio su tavola            | FC 558                                                                                           | già in collezione Aldobrandini |
|                          | Sacra Conversazione                                                                                           | Bonifacio de' Pitati                                             |                  | 73×110,5 cm                           | olio su tela              | FC 336                                                                                           | |
|                          | Paesaggio con il riposo durante la fuga in Egitto                                                             | Gobbo dei Carracci                                               |                  | 40,5×50 cm                            | olio su tela              | FC 142                                                                                           | |
|                          | Paesaggio con Tobia e l'arcangelo Raffaele                                                                    | Gobbo dei Carracci                                               |                  | 28,2×38,2 cm                          | olio su tavola            | FC 230                                                                                           | |
|                          | Paesaggio con tre figure                                                                                      | Gobbo dei Carracci                                               |                  | 28,1×38.3                             | olio su tavola            | FC 229                                                                                           | |
|                          | Paesaggio con cascata, laghetto e figure vicino a un'immagine sacra                                           | Gobbo dei Carracci                                               |                  | 47,5×58,5 cm                          | olio su tela              | FC 329                                                                                           | |
|                          | San Francesco riceve le stimmate                                                                              | Gobbo dei Carracci (cerchia di)                                  | metà XVII secolo | 47,5×37,5 cm                          | olio su tela              | FC 790                                                                                           | |
|                          | Venere, Marte e Cupido                                                                                        | Paris Bordon                                                     |                  | 118×151 cm                            | olio su tela              | FC 321                                                                                           | registrato nel 1650 presso la villa di Belrespiro |
|                          | Sacra Conversazione                                                                                           | Paris Bordon (?)                                                 |                  | 84×115,5 cm                           | olio su tavola            | FC 363                                                                                           | già in collezione Aldobrandini |
|                          | Paesaggio con caccia al cervo e al cinghiale                                                                  | Paul Bril                                                        |                  | 57×86,5 cm                            | olio su tela              | FC 89                                                                                            | |
|                          | Paesaggio con caccia al daino, alle lepri e agli uccelli                                                      | Paul Bril                                                        |                  | 57×86 cm                              | olio su tela              | FC 90                                                                                            | |
|                          | Paesaggio con armenti in riva a un fiume                                                                      | Paul Bril                                                        |                  | 68×98,5 cm                            | olio su tela              | FC 649                                                                                           | |
|                          | Battaglia nel porto di Napoli                                                                                 | Pieter Brueghel il Vecchio                                       | 1556 ca.         | 42,2×71,2 cm                          | olio su tavola            | FC 546                                                                                           | registrato nel 1666 presso il palazzo di piazza Navona |
|                          | Natura morta con frutta e brano paesistico                                                                    | Abraham Brueghel e bottega                                       |                  | 195×97 cm                             | olio su tela              | FC 698                                                                                           | |
|                          | Natura morta con frutta e un edificio sullo sfondo                                                            | Abraham Brueghel e bottega                                       |                  | 136×98 cm                             | olio su tela              | FC 699                                                                                           | |
|                          | Natura morta con cesto di fichi, altra frutta e un vaso di fiori                                              | Abraham Brueghel e bottega                                       |                  | 100×132 cm                            | olio su tela              | FC 700                                                                                           | |
|                          | Paesaggio con la Visione di san Giovanni a Patmos                                                             | Jan Brueghel il Vecchio                                          |                  | 25,6×33,7 cm                          | olio su rame              | FC 273                                                                                           | già in collezione Aldobrandini |
|                          | Paradiso con la Creazione di Adamo                                                                            | Jan Brueghel il Vecchio                                          |                  | 26,5×35 cm                            | olio su rame              | FC 274                                                                                           | già in collezione Aldobrandini |
|                          | Paradiso terrestre con il Peccato originale                                                                   | Jan Brueghel il Vecchio                                          |                  | 50,3×80,1 cm                          | olio su rame              | FC 341                                                                                           | |
|                          | Paesaggio con fonderia                                                                                        | Jan Brueghel il Vecchio                                          |                  | 22,2×33,3 cm                          | olio su rame              | FC 449                                                                                           | registrato nel 1666 presso il palazzo di piazza Navona |
|                          | Madonna col Bambino e animali                                                                                 | Jan Brueghel il Vecchio (copia da Albrecht Durer)                |                  | 34×25,3 cm                            | olio su tavola            | FC 285                                                                                           | |
|                          | Allegoria della Terra                                                                                         | Jan Brueghel il Vecchio e Hendrick van Balen                     |                  | 54,2×94,5 cm                          | olio su tavola            | FC 322                                                                                           | registrato nel 1666 presso il palazzo di piazza Navona |
|                          | Allegoria del Fuoco                                                                                           | Jan Brueghel il Vecchio e Hendrick van Balen                     |                  | 53,8×94,3 cm                          | olio su tavola            | FC 332                                                                                           | registrato nel 1666 presso il palazzo di piazza Navona |
|                          | Allegoria dell'Aria                                                                                           | Jan Brueghel il Vecchio e Hendrick van Balen                     |                  | 54×94,7 cm                            | olio su tavola            | FC 328                                                                                           | registrato nel 1666 presso il palazzo di piazza Navona |
|                          | Allegoria dell'Acqua                                                                                          | Jan Brueghel il Vecchio e Hendrick van Balen                     |                  | 54×94,7 cm                            | olio su tavola            | FC 348                                                                                           | registrato nel 1666 presso il palazzo di piazza Navona |
|                          | Paesaggio con le Tentazioni di sant'Antonio                                                                   | Jan Brueghel il Vecchio e bottega                                |                  | 17,5×22,5 cm                          | olio su rame              | FC 634                                                                                           | registrato nel 1666 presso il palazzo di piazza Navona |
|                          | Paesaggio con la Creazione degli animali                                                                      | Jan Brueghel il Vecchio ? e bottega                              |                  | 71,9×143,5 cm                         | olio su tavola            | FC 452                                                                                           | registrato nel 1666 presso la villa di Belrespiro |
|                          | Paesaggio invernale con pattinatori e trappola per uccelli                                                    | Pieter Brueghel il Giovane (copia da Pieter Brueghel il Vecchio) |                  | 41,2×57,7 cm                          | olio su tavola            | FC 418                                                                                           | registrato nel 1666 presso il palazzo di piazza Navona |
|                          | Le muse Urania, Euterpe, Melpomene ed Erato                                                                   | Giuliano Bugiardini                                              | 1520-1530        | 92,7×179,4 cm                         | olio su tela              | FC 617                                                                                           | già in collezione Aldobrandini |
|                          | Apollo e le muse Calliope e Clio                                                                              | Giuliano Bugiardini                                              | 1520-1530        | 101,8×148,2 cm                        | olio su tela              | FC 619                                                                                           | già in collezione Aldobrandini |
|                          | Le muse Polimnia, Tersicore e Talia                                                                           | Giuliano Bugiardini                                              | 1520-1530        | 95,5×179,5 cm                         | olio su tela              | FC 620                                                                                           | già in collezione Aldobrandini |
|                          | Paesaggio con riposo durante la fuga in Egitto                                                                | Simone Cantarini (o Giovan Battista Passeri ?)                   | 1640-1641        | 50,5×66,5 cm                          | olio su tela              | FC 308                                                                                           | |
|                          | Angeli curano le stigmate di san Francesco                                                                    | Simone Cantarini (cerchia di)                                    |                  | 99×147 cm                             | olio su tela              | FC 527                                                                                           | registrato nel 1663 presso il palazzo di Valmontone |
|                          | Riposo durante la fuga in Egitto                                                                              | Caravaggio                                                       | 1594-1596        | 135,5×166,5 cm                        | olio su tela              | FC 241                                                                                           | già in collezione Vittrice |
|                          | Maddalena penitente                                                                                           | Caravaggio                                                       | 1593-1597        | 122,5×98,5 cm                         | olio su tela              | FC 357                                                                                           | già in collezione Vittrice, è registrato dapprima (1657) nella villa di Belrespiro, assieme alla Buona Ventura (oggi al Louvre), poi dal 1713 è al palazzo di via del Corso, segnalato accanto al San Giovanni Battista |
|                          | San Giovanni Battista (Giovane con un montone)                                                                | Caravaggio                                                       | 1600-1602        | 132×98,5 cm                           | olio su tela              | FC 349                                                                                           | già in collezione del cardinale Filonardi, la tela è la replica del dipinto alla Pinacoteca Capitolina di Roma; registrato nel 1718 e nel 1764 nella villa di Belrespiro |
|                          | San Giovanni Battista                                                                                         | ignoto caravaggista (copia da Caravaggio)                        | 1630 ca.         | 132×98,5 cm                           | olio su tela              | FC 443                                                                                           | già in collezione del cardinale Filonardi, la tela segue l'altra versione considerata autografa dello stesso museo; l'aggiunta della colomba potrebbe risalire al 1713 in quanto Domenico Michelini veniva pagato per un restauro di questo tipo; dapprima nel palazzo del Corso, nel 1747 e nel 1764 è alla villa di Belrespiro |
|                          | Paesaggio con la fuga in Egitto                                                                               | Annibale Carracci                                                |                  | 122×230 cm                            | olio su tela              | FC 236                                                                                           | serie delle Lunette Aldobrandini, già in collezione Aldobrandini |
|                          | Susanna e i vecchioni                                                                                         | Annibale Carracci                                                | 1604             | 56,8×86,1 cm                          | olio su tavola            | FC 326                                                                                           | già in collezione Facchinetti, in precedenza attribuita al Domenichino come copia da Annibale Carracci, recentemente riconosciuta a quest'ultimo |
|                          | San Girolamo                                                                                                  | Annibale Carracci                                                | 1590-1595        | 127,5×161 cm                          | olio su tela              | FC 211                                                                                           | già in collezione Facchinetti |
|                          | Paesaggio con Maddalena penitente                                                                             | Annibale Carracci                                                | 1596-1601        | 51,5×66,5 cm                          | olio su tela              | FC 283                                                                                           | |
|                          | Satiro e pastore                                                                                              | Annibale Carracci o Francesco Albani                             | 1602             | 60×72,5 cm                            | olio su tela              | FC 291                                                                                           | |
|                          | Cristo coronato di spine                                                                                      | Annibale Carracci (bottega di)                                   |                  | 55,5×48 cm                            | olio su tela              | FC 316                                                                                           | |
|                          | Pietà | Annibale Carracci (copia da)                                     |                  | 160×154,5 cm                          | olio su tela              | FC 137                                                                                           | copia della tela già in collezione Farnese, oggi al Museo di Capodimonte a Napoli; dapprima registrata in una cappella privata del palazzo di piazza Navano, poi segnalata nel 1709 in quello di via del Corso |
|                          | Paesaggio fluviale con cacciatori in barca                                                                    | Antonio Carracci                                                 | 1610-1615        | 50,5×65 cm                            | olio su tela              | FC 323                                                                                           | registrato nel 1666 presso la villa di Belrespiro |
|                          | San Sebastiano                                                                                                | Ludovico Carracci                                                | 1599             | 156×113 cm                            | olio su tela              | FC 106                                                                                           | già in collezione Aldobrandini |
|                          | Madonna col Bambino e i santi Elena e Bernardino                                                              | Ludovico Carracci                                                | 1603 ca.         | 96,5×78,5 cm                          | olio su tela              | FC 198                                                                                           | già in collezione Aldobrandini |
|                          | Agar e l'angelo                                                                                               | Pasquale Chiesa                                                  | 1644-1648        | 295×191 cm                            | olio su tela              | FC 140                                                                                           | registrato nel 1660 presso il palazzo di Valmontone, mentre nel 1713 è in quello di via del Corso |
|                          | Sacrificio di Isacco                                                                                          | Pasquale Chiesa                                                  | 1644-1648        | 296×194 cm                            | olio su tela              | FC 156                                                                                           | registrato nel 1660 presso il palazzo di Valmontone, mentre nel 1713 è in quello di via del Corso |
|                          | San Girolamo penitente                                                                                        | Pasquale Chiesa                                                  | 1648-1650        | 171×122 cm                            | olio su tela              | FC 190                                                                                           | registrato nel 1650 presso il palazzo di via del Corso, nel 1710 in quello di Valmontone, mentre nel 1713 di nuovo al Corso |
|                          | Maddalena penitente                                                                                           | Pasquale Chiesa                                                  | 1648-1650        | 170,5×121 cm                          | olio su tela              | FC 192                                                                                           | registrato nel 1650 presso il palazzo di via del Corso, nel 1710 in quello di Valmontone, mentre nel 1713 di nuovo al Corso |
|                          | San Paolo eremita                                                                                             | Pasquale Chiesa                                                  | 1648-1650        | 120,5×170,5 cm                        | olio su tela              | FC 195                                                                                           | registrato nel 1650 presso il palazzo di via del Corso, nel 1710 in quello di Valmontone, mentre nel 1713 di nuovo al Corso |
|                          | San Pietro | Pasquale Chiesa                                                  | metà XVII secolo | 191×143 cm                            | olio su tela              | FC 441                                                                                           | registrato nel 1666 presso il palazzo di Nettuno |
|                          | Cristo in casa del Fariseo                                                                                    | Cigoli                                                           | 1596             | 120×161 cm                            | olio su tela              | FC 246                                                                                           | già in collezione Aldobrandini |
|                          | Quadratura architettonica con figure (Artemisia che riceve le ceneri del marito?)                             | Viviano Codazzi e bottega                                        | 1660 ca.         | 62,3×44,5 cm                          | olio su tela              | FC 812                                                                                           | |
|                          | Maddalena penitente                                                                                           | Sebastiano Conca                                                 | 1732             | 99,5×74 cm                            | olio su tela              | FC 496                                                                                           | |
|                          | Educazione di Giove                                                                                           | Sebastiano Conca ?                                               | 1720-1730        | 80×166 cm                             | olio su tela              | FC 162                                                                                           | |
|                          | Ultima Cena                                                                                                   | Sebastiano Conca (cerchia di)                                    | 1730 ca.         | 49,5×65 cm                            | olio su tela              | FC 486                                                                                           | |
|                          | Giove fra Venere e Giunone                                                                                    | Giovanni Contarini                                               | 1570-1590        | 163×126,5 cm                          | olio su tela              | FC 656                                                                                           | registrato nel 1650 nel palazzo del Corso, mentre nel 1668 e nel 1764 è presso la villa di Belrespiro |
|                          | Allegoria della Virtù                                                                                         | Correggio                                                        | 1525-1530        | 149,5×85,5 cm                         | tempera su tela           | FC 265                                                                                           | già in collezione Aldobrandini, si tratta del bozzetto della tela oggi al Louvre di Parigi |
|                          | Dopo la battaglia                                                                                             | Borgognone                                                       | 1660-1670        | 35,5×64,5 cm                          | olio su tela              | FC 226                                                                                           | registrato nel 1718 presso la villa di Belrespiro |
|                          | Scena di battaglia                                                                                            | Borgognone                                                       | 1660-1670        | 35,5×64,5 cm                          | olio su tela              | FC 221                                                                                           | registrato nel 1718 presso la villa di Belrespiro |
|                          | Battaglia di Castro                                                                                           | Borgonone e Carlo Maratta                                        | 1649             | 188×275 cm                            | olio su tela              | FC 444                                                                                           | registrato nel 1657 nel palazzo di piazza Navona, mentre nel 1668 e nel 1718 è presso la villa di Belrespiro |
|                          | Bertoldo torna dal re Albonio                                                                                 | Giuseppe Maria Crespi                                            | 1713-1715 o 1720 | 21,5×15,9 cm                          | olio su rame              | FC 775                                                                                           | |
|                          | Bertoldo risolve il quesito del re                                                                            | Giuseppe Maria Crespi                                            |                  |                                       | olio su rame              | FC 778                                                                                           | |
|                          | Bertoldo pensa alle minacce della regina                                                                      | Giuseppe Maria Crespi                                            |                  |                                       | olio su rame              | FC 777                                                                                           | |
|                          | Bertoldo messo nel sacco da uno sbirro della regina                                                           | Giuseppe Maria Crespi                                            |                  |                                       | olio su rame              | FC 776                                                                                           | |
|                          | Bertoldo inganna lo sbirro e lo insacca                                                                       | Giuseppe Maria Crespi                                            |                  |                                       | olio su rame              | FC 779                                                                                           | |
|                          | Bertoldo celato nel forno                                                                                     | Giuseppe Maria Crespi                                            |                  |                                       | olio su rame              | FC 780                                                                                           | |
|                          | Bertoldino caricato sull'asino per traverso                                                                   | Giuseppe Maria Crespi                                            |                  |                                       | olio su rame              | FC 781                                                                                           | |
|                          | Bertoldino butta il forziere contro le rane                                                                   | Giuseppe Maria Crespi                                            |                  |                                       | olio su rame              | FC 782                                                                                           | |
|                          | Bertoldino cova le uova invece della chioccia                                                                 | Giuseppe Maria Crespi                                            |                  |                                       | olio su rame              | FC 783                                                                                           | |
|                          | Bertoldino si mette alla cintura le oche ubriacate con la Vernaccia                                           | Giuseppe Maria Crespi                                            |                  |                                       | olio su rame              | FC 764                                                                                           | |
|                          | Bertoldino cade nella peschiera                                                                               | Giuseppe Maria Crespi                                            |                  |                                       | olio su rame              | FC 765                                                                                           | |
|                          | Bertoldino lega i pulcini e il nibbio li porta via                                                            | Giuseppe Maria Crespi                                            |                  |                                       | olio su rame              | FC 766                                                                                           | |
|                          | Bertoldino si flagella per cacciare le mosche                                                                 | Giuseppe Maria Crespi                                            |                  |                                       | olio su rame              | FC 767                                                                                           | |
|                          | Bertoldino taglia le orecchie all'asino                                                                       | Giuseppe Maria Crespi                                            |                  |                                       | olio su rame              | FC 768                                                                                           | |
|                          | Cacasenno con la madre Meneghina                                                                              | Giuseppe Maria Crespi                                            |                  |                                       | olio su rame              | FC 769                                                                                           | |
|                          | Cacasenno viene chetato col castagnaccio                                                                      | Giuseppe Maria Crespi                                            |                  |                                       | olio su rame              | FC 770                                                                                           | |
|                          | Cacasenno con la nonna Marcolfa                                                                               | Giuseppe Maria Crespi                                            |                  |                                       | olio su rame              | FC 771                                                                                           | |
|                          | Partenza di Cacasenno                                                                                         | Giuseppe Maria Crespi                                            |                  |                                       | olio su rame              | FC 772                                                                                           | |
|                          | Cacasenno cavalca alla rovescia                                                                               | Giuseppe Maria Crespi                                            |                  |                                       | olio su rame              | FC 773                                                                                           | |
|                          | Cacasenno mangia un vaso di colla                                                                             | Giuseppe Maria Crespi                                            |                  |                                       | olio su rame              | FC 774                                                                                           | |
|                          | Sacra Famiglia con san Giovannino                                                                             | Daniele da Volterra ?                                            | 1540 ca.         | 77,7×59,5 cm                          | olio su tavola            | FC 502                                                                                           | già in collezione Aldobrandini |
|                          | Ritratto di Giovan Battista Pamphilj                                                                          | Antonio David                                                    |                  | 73,6×60,3 cm                          | olio su tela              | FC 718                                                                                           | registrato nel 1718 presso la villa di Belrespiro |
|                          | Paesaggio con riposo durante la fuga in Egitto                                                                | Gerard David e bottega                                           | 1520-1550 ca.    | 49,7×35,8 cm                          | olio su tavola            | FC 157                                                                                           | |
|                          | Il bravo | Pietro Della Vecchia (copia da Tiziano)                          |                  | 84,5×100,5 cm                         | olio su tela              | FC 105                                                                                           | replica del dipinto di Tiziano oggi al Kunsthistorisches di Vienna; è registrato nel 1666 presso il palazzo di piazza Navona |
|                          | Paesaggio con due figure, sulla sinistra                                                                      | Domenico De Marchis                                              |                  | 95,5×133 cm                           | olio su tela              | FC 571                                                                                           | |
|                          | Paesaggio con tre figure                                                                                      | Domenico De Marchis                                              |                  | 98×135 cm                             | olio su tela              | FC 420                                                                                           | |
|                          | Ritratto femminile                                                                                            | Cornelis de Vos                                                  | 1622-1625        | 123×91,8 cm                           | olio su tavola            | FC 160                                                                                           | |
|                          | Ritratto femminile                                                                                            | Cornelis de Vos (cerchia di)                                     | 1620 ca.         | 104,2×74,3 cm                         | olio su tavola            | FC 154                                                                                           | |
|                          | Ritratto di Jan Gruter ?                                                                                      | Cornelis de Vos (cerchia di)                                     | 1622 ca.         | 104,2×73,2 cm                         | olio su tavola            | FC 164                                                                                           | |
|                          | Armenti e pastori musicanti                                                                                   | Cornelis de Wael                                                 |                  | 24,3×33 cm                            | olio su rame              | FC 477                                                                                           | |
|                          | Pastori alla mungitura                                                                                        | Cornelis de Wael                                                 |                  | 24,3×33 cm                            | olio su rame              | FC 478                                                                                           | |
|                          | Paesaggio con guado                                                                                           | Domenichino                                                      | 1603 ca.         | 47×59,5 cm                            | olio su tela              | FC 227                                                                                           | già in collezione Aldobrandini, è registrato nel 1666 nella villa di Belrespiro, poi nel 1710 è presso il palazzo di Valmontone, mentre dal 1713 è in quello di via del Corso |
|                          | Paesaggio con il trionfo di David                                                                             | Andrea Donducci                                                  | 1615-1620        | 214,5×230,5 cm                        | olio su tela              | FC 65                                                                                            | registrato fino al 1747 presso la villa di Belrespiro |
|                          | Paesaggio con il ritrovamento di Mosè                                                                         | Andrea Donducci                                                  | 1615-1620        | 215,5×224 cm                          | olio su tela              | FC 66                                                                                            | registrato fino al 1747 presso la villa di Belrespiro |
|                          | Didone | Dosso Dossi                                                      | 1519             | 95,5×75 cm                            | olio su tela              | FC 549                                                                                           | già in collezione Aldobrandini |
|                          | Ritratto d'uomo con ramo di alloro e prugne                                                                   | Dosso Dossi                                                      | 1520-1530        | 90,8×80,2 cm                          | olio su tela              | FC 355                                                                                           | già in collezione Aldobrandini |
|                          | Ritratto di Girolamo Beltramoto                                                                               | Dosso Dossi (cerchia di)                                         | 1530-1540        | 64×57 cm                              | olio su tela              | FC 447                                                                                           | registrato nel 1666 presso la villa di Belrespiro, mentre nel 1764 in quello di via del Corso |
|                          | Paesaggio con la fuga in Egitto                                                                               | Gaspard Dughet                                                   |                  | 85,5×136,5 cm                         | olio su tela              | FC 436                                                                                           | |
|                          | Paesaggio con rupe                                                                                            | Gaspard Dughet                                                   |                  | 186,5×61 cm                           | olio su tela              | FC 29                                                                                            | |
|                          | Paesaggio col ponte Lucano                                                                                    | Gaspard Dughet                                                   |                  | 184×454,5 cm                          | olio su tela              | FC 575                                                                                           | |
|                          | Paesaggio con cascate                                                                                         | Gaspard Dughet                                                   |                  | 184,5×454 cm                          | olio su tela              | FC 576                                                                                           | |
|                          | Paesaggio con castelli e lago                                                                                 | Gaspard Dughet                                                   |                  | 184,5×603,5 cm                        | olio su tela              | FC 35                                                                                            | |
|                          | Paesaggio con sentiero e forre                                                                                | Gaspard Dughet                                                   |                  | 184×608 cm                            | olio su tela              | FC 36                                                                                            | |
|                          | Paesaggio con albero e cascata                                                                                | Gaspard Dughet                                                   |                  | 221×151 cm                            | olio su tela              | FC 38                                                                                            | |
|                          | Paesaggio con valletta                                                                                        | Gaspard Dughet                                                   |                  | 221×148 cm                            | olio su tela              | FC 39                                                                                            | |
|                          | Paesaggio con gola scoscesa e cascata                                                                         | Gaspard Dughet                                                   |                  | 220×149 cm                            | olio su tela              | FC 40                                                                                            | |
|                          | Paesaggio con forre e albero al centro                                                                        | Gaspard Dughet                                                   |                  | 219×145 cm                            | olio su tela              | FC 49                                                                                            | |
|                          | Paesaggio verticale senza figure                                                                              | Gaspard Dughet                                                   |                  | 203×114 cm                            | olio su tela              | FC 53                                                                                            | |
|                          | Paesaggio con cipressi e figure piccole                                                                       | Gaspard Dughet                                                   |                  | 275×385 cm                            | olio su tela              | FC 584                                                                                           | |
|                          | Paesaggio con specchio d'acqua all'interno di un bosco                                                        | Gaspard Dughet                                                   |                  | 101,5×195 cm                          | olio su tela              | FC 97                                                                                            | |
|                          | Paesaggio con Adamo ed Eva                                                                                    | Gaspard Dughet e Guillaume Courtois                              |                  | 280×426 cm                            | olio su tela              | FC 64                                                                                            | |
|                          | Paesaggio con sant'Agostino e il bambino                                                                      | Gaspard Dughet e Guillaume Courtois                              | 1651-1653        | 275×380 cm                            | olio su tela              | FC 56                                                                                            | registrato nel 1666 presso il palazzo di Nettuno, mentre nel 1684 è in quello di via del Corso |
|                          | Sacrificio di Noè                                                                                             | Ciro Ferri                                                       |                  | 446×269 cm                            | olio su tela              | FC 1                                                                                             | |
|                          | Erminia fra i pastori                                                                                         | Ciro Ferri                                                       |                  | 145×195 cm                            | olio su tela              | FC 183                                                                                           | registrato nel 1666 presso il palazzo di piazza Navona |
|                          | Maddalena penitente                                                                                           | Domenico Fetti                                                   |                  | 98×78,5 cm                            | olio su tela              | FC 272                                                                                           | |
|                          | Paesaggi | Filippo Napoletano e bottega                                     |                  | 32,5 cm circonferenza                 | olio su tavola            | FC 593 FC 594 FC 595 FC 596                                                                      | registrati nel 1655 presso il palazzo di piazza Navona, nel 1666 e nel 1764 sono nella villa di Belrespiro |
|                          | Ritratto femminile                                                                                            | Lavinia Fontana ?                                                |                  | 105×92 cm                             | olio su tela              | FC 117                                                                                           | |
|                          | Ritratto di condottiero con medaglia e cane                                                                   | Lavinia Fontana ?                                                |                  | 131×97 cm                             | olio su tela              | FC 707                                                                                           | |
|                          | Madonna col Bambino e i santi Giovannino e Antonio da Padova                                                  | Francesco Francia                                                | 1530-1550        | 71,8×57,3 cm                          | olio su tavola            | FC 561                                                                                           | già in collezione Aldobrandini |
|                          | Paesaggio di montagna con ponti e pastore                                                                     | Paolo Fiammingo                                                  | 1580-1590        | 72,5×135 cm                           | olio su tela              | FC 425                                                                                           | registrato nel 1666 e nel 1764 presso la villa di Belrespiro |
|                          | Paesaggio | Paolo Fiammingo                                                  | 1580-1590        | 98×133 cm                             | olio su tela              | FC 174                                                                                           | già in collezione Aldobrandini, è registrato nel 1666 e nel 1764 presso la villa di Belrespiro |
|                          | Paesaggio costiero con tempesta localizzata                                                                   | Paolo Fiammingo ?                                                | 1580-1590        | 73×135 cm                             | olio su tela              | FC 385                                                                                           | registrato nel 1666 e nel 1764 presso la villa di Belrespiro |
|                          | Sacra Famiglia e i santi Zaccaria, Elisabetta e Giovannino in Gloria adorati dai santi Francesco e Bernardino | Benvenuto Tisi da Garofalo                                       | 1530             | 92×46 cm                              |                           | FC 206                                                                                           | già in collezione Aldobrandini |
|                          | Sacra Famiglia con i santi Gioacchino e Anna                                                                  | Benvenuto Tisi da Garofalo                                       | 1518-1519        | 80,3×95,5 cm                          | olio su tavola            | FC 286                                                                                           | |
|                          | Sacra Famiglia                                                                                                | Benvenuto Tisi da Garofalo                                       | 1507-1510        | 58,7×43,7 cm                          | olio su tavola            | FC 487                                                                                           | |
|                          | Sacra Famiglia con i santi Elisabetta e Giovannino                                                            | Benvenuto Tisi da Garofalo (e bottega)                           | 1520-1530        | 38×51 cm                              | olio su tavola            | FC 108                                                                                           | |
|                          | Visitazione                                                                                                   | Benvenuto Tisi da Garofalo (e bottega)                           |                  | 260×162 cm                            | olio su tavola            | FC 228                                                                                           | registrato nel 1666 presso il palazzo di piazza Navona |
|                          | Sacra Famiglia                                                                                                | Benvenuto Tisi da Garofalo (e bottega)                           | 1530 ca.         | 37×30,3 cm                            | olio su tavola            | FC 270                                                                                           | |
|                          | Nozze mistiche di santa Caterina d'Alessandria                                                                | Benvenuto Tisi da Garofalo (e bottega)                           | 1520 ca.         | 57,7×80,3 cm                          | olio su tavola            | FC 300                                                                                           | registrato nel 1666 presso il palazzo di piazza Navona |
|                          | Nascita della Vergine                                                                                         | Giovanni di Paolo di Grazia                                      | metà XV secolo   | 20,6×33,5 cm                          | tempera e oro su tavola   | FC 514                                                                                           | registrato nel 1666 presso la villa di Belrespiro, mentre nel 1709 è al palazzo di via del Corso |
| Sposalizio della Vergine | Giovanni di Paolo di Grazia                                                                                   | metà XV secolo                                                   | 20,8×36,3 cm     | tempera e oro su tavola               | FC 508                    | registrato nel 1666 presso la villa di Belrespiro, mentre nel 1709 è al palazzo di via del Corso | |
|                          | Ritratto di Camillo Pamphilj come Generale della Chiesa                                                       | Baciccio                                                         | ante 1655        | 77×59,2 cm                            | olio su tela              | FC 714                                                                                           | registrato nel 1666 dapprima presso il palazzo di via del Corso, e poi nel 1710 presso quello di Valmontone |
|                          | Tobia e l'arcangelo Raffaele                                                                                  | Bartolomeo Ghetti                                                | 1520 ca.         | 98,9×66,6 cm                          | olio su tavola            | FC 758                                                                                           | già in collezione Aldobrandini |
|                          | Ritratto di vecchio con rosa e spilla                                                                         | Giorgione (già attribuito)                                       | 1510-1520        | 107×90 cm                             | olio su tela              | FC 361                                                                                           | già in collezione Aldobrandini |
|                          | Paesaggi | Giovan Battista Giovannini                                       |                  | da 52×70 cm a 211×299 cm a 214×539 cm | tempera/olio su tela      | da FC 2 a FC 11 FC 14 FC 16 da FC 18 a FC 21 FC 28 FC 59 FC 60 FC 88 FC 423 FC 578 FC 643        | |
|                          | Galatea | Girolamo da Carpi (cerchia di)                                   | 1537-1541        | 47,5×39,1 cm                          | olio su tavola            | FC 134                                                                                           | già in collezione Ludovisi |
|                          | Paesaggi | Pietro Graziani                                                  |                  | 151×201 cm ca.                        | olio su tela              | FC 41 FC 42 FC 43                                                                                | |
|                          | Endimione col cannocchiale                                                                                    | Guercino                                                         | 1647             | 125×105 cm                            | olio su tela              | FC 110                                                                                           | registrato nel 1666 presso la villa di Belrespiro |
|                          | Martirio di sant'Agnese                                                                                       | Guercino                                                         |                  | 226×178 cm                            | olio su tela              | FC 284                                                                                           | registrato nel 1666 presso il palazzo di piazza Navona |
|                          | San Giovanni Battista alla fonte                                                                              | Guercino                                                         |                  | 227×180 cm                            | olio su tela              | FC 293                                                                                           | registrato nel 1666 presso il palazzo di piazza Navona |
|                          | Erminia ritrova Tancredi ferito                                                                               | Guercino                                                         | 1618 ca.         | 145×185 cm                            | olio su tela              | FC 259                                                                                           | registrato nel 1666 presso il palazzo di piazza Navona, nelle raccolte di Olimpia Maidalchini, mentre nel 1713 era nel palazzo di via del Corso |
|                          | San Giuseppe                                                                                                  | Guercino (e bottega?)                                            | 1630 ca.         | 73×97 cm                              | olio su tela              | FC 115                                                                                           | già in collezione Barberini |
|                          | Ritorno del figliol prodigo                                                                                   | Guercino (e bottega?)                                            | 1655-1660        | 114×153,5 cm                          | olio su tela              | FC 279                                                                                           | registrato nel 1666 presso il palazzo di piazza Navona |
|                          | San Giovanni Evangelista che legge                                                                            | Guercino ?                                                       |                  | 125×89,5 cm                           | olio su tela              | FC 264                                                                                           | |
|                          | San Giuseppe                                                                                                  | Guercino (bottega di)                                            |                  | 67×55 cm                              | olio su tela              | FC 346                                                                                           | |
|                          | Ritratto di Olimpia Maidalchini                                                                               | Jodocus van Hammes ?                                             | 1639-1657        | 125×92 cm                             | olio su tela              | FC 126                                                                                           | |
|                          | Ragazzo con lucerna che va ad aprire la porta                                                                 | Wolfgang Heimbach                                                |                  | 43×35,5 cm                            | olio su tela              | FC 421                                                                                           | registrato nel 1747 presso la villa di Belrespiro |
|                          | Donna con lucerna                                                                                             | Wolfgang Heimbach                                                |                  | 43×35,5 cm                            | olio su tela              | FC 422                                                                                           | registrato nel 1747 presso la villa di Belrespiro |
|                          | Veduta di piazza San Marco z Venezia durante il carnevale, con caccia al toro                                 | Joseph Heintz il Giovane                                         |                  | 121,5×210,5 cm                        | olio su tela              | FC 625                                                                                           | registrato nel 1666 presso il palazzo di Valmontone |
|                          | Donna turca a cavallo con cacciagione                                                                         | Joannes Hermans                                                  |                  | 281×384 cm                            | olio su tela              | FC 83                                                                                            | registrato nel 1666 presso il palazzo di Valmontone, poi dal 1684 è nel palazzo di via del Corso |
|                          | Caccia alle anatre                                                                                            | Joannes Hermans                                                  |                  | 147×165 cm                            | olio su tela              | FC 96                                                                                            | registrato nel 1710 presso il palazzo di Valmontone, poi dal 1713 è nel palazzo di via del Corso |
|                          | Caccia alle anatre                                                                                            | Joannes Hermans                                                  | 1650-1660        | 177×240 cm                            | olio su tela              | FC 543                                                                                           | |
|                          | Natura morta con pernici                                                                                      | Joannes Hermans                                                  |                  | 59×73 cm                              | olio su tela              | FC 597                                                                                           | registrato nel 1710 presso il palazzo di Valmontone, poi dal 1713 è nel palazzo di via del Corso |
|                          | Natura morta von ciuffolotti                                                                                  | Joannes Hermans                                                  | 1644-1675        | 58,5×74 cm                            | olio su tela              | FC 598                                                                                           | registrato nel 1710 presso il palazzo di Valmontone, poi dal 1713 è nel palazzo di via del Corso |
|                          | Natura morta con anatre selvatiche                                                                            | Joannes Hermans                                                  | 1644-1675        | 59×72,5 cm                            | olio su tela              | FC 599                                                                                           | registrato nel 1710 presso il palazzo di Valmontone, poi dal 1713 è nel palazzo di via del Corso |
|                          | Natura morta con trionfo di fiori e vasellame, con un giovane che ruba canditi                                | Joannes Hermans                                                  | 1653             | 120×172,5 cm                          | olio su tela              | FC 622                                                                                           | registrato nel 1710 presso il palazzo di Valmontone, poi dal 1713 è nel palazzo di via del Corso |
|                          | Uccelli nel sottobosco                                                                                        | Joannes Hermans                                                  | 1660-1680        | 63,5×47,5 cm                          | olio su tela              | FC 683                                                                                           | registrato nel 1666 presso il palazzo di Valmontone |
|                          | Natura morta con fagiano appeso e altra cacciagione                                                           | Joannes Hermans                                                  |                  | 74×62 cm                              | olio su tela              | FC 684                                                                                           | registrato nel 1666 presso il palazzo di Valmontone, poi dal 1713 al palazzo del Corso |
|                          | Narciso alla fonte                                                                                            | Ventura Lamberti ?                                               |                  | 218×172 cm                            | olio su tela              | FC 149                                                                                           | |
|                          | Diana ed Endimione                                                                                            | Ventura Lamberti ?                                               |                  | 215×166 cm                            | olio su tela              | FC 144                                                                                           | |
|                          | Galatea e Polifemo                                                                                            | Giovanni Lanfranco                                               | 1625-1628        | 146×195 cm                            | olio su tela              | FC 100                                                                                           | registrato nel 1666 presso il palazzo di piazza Navona |
|                          | Natura morta con vaso di fiori                                                                                | Giuseppe o Francesco Lavagna                                     |                  | 40×30 cm                              | olio su tela              | FC 688                                                                                           | |
|                          | Natura morta con vaso di fiori                                                                                | Giuseppe o Francesco Lavagna                                     |                  | 40×30 cm                              | olio su tela              | FC 689                                                                                           | |
|                          | Veduta del Tevere e dell'Aventino                                                                             | Hendrick Frans van Lint                                          |                  | 28×42 cm                              | olio su tela              | FC 201                                                                                           | |
|                          | Veduta del convento di San Pietro in Vincoli a Roma                                                           | Hendrick Frans van Lint                                          |                  | 27,5×42 cm                            | olio su tela              | FC 202                                                                                           | |
|                          | Veduta di piazza del Popolo                                                                                   | Hendrick Frans van Lint                                          | 1750             | 91,7×140,1 cm                         | olio su tela              | FC 787                                                                                           | |
|                          | Paesaggio con figure danzanti                                                                                 | Claude Lorrain                                                   | 1650             | 150,5×198 cm                          | olio su tela              | FC 237                                                                                           | registrato nel 1650 presso la villa di Belrespiro |
|                          | Veduta di Delfi con processione                                                                               | Claude Lorrain                                                   | 1650             | 150,5×198 cm                          | olio su tela              | FC 263                                                                                           | registrato nel 1650 presso la villa di Belrespiro |
|                          | Paesaggio con riposo durante la fuga in Egitto e angeli                                                       | Claude Lorrain                                                   | 1639 ca.         | 98,5×123,5 cm                         | olio su tela              | FC 266                                                                                           | registrato nel 1718 presso la villa di Belrespiro |
|                          | Paesaggio con Mercurio che ruba le vacche di Admeto e Apollo                                                  | Claude Lorrain                                                   | 1645             | 55×45 cm                              | olio su tela              | FC 281                                                                                           | registrato nel 1666 presso la villa di Belrespiro |
|                          | Paesaggio con Diana, Cefalo e Procri                                                                          | Claude Lorrain                                                   | 1645             | 98,5×123,5 cm                         | olio su tela              | FC 282                                                                                           | registrato nel 1666 presso la villa di Belrespiro |
|                          | Ritratto di gentiluomo trentasettenne (Autoritratto?)                                                         | Lorenzo Lotto                                                    | 1530-1535        | 96,5×81 cm                            | olio su tela              | FC 673                                                                                           | già in collezione Aldobrandini |
|                          | San Girolamo penitente                                                                                        | Lorenzo Lotto                                                    | 1544-1554        | 53×42 cm                              | olio su tela              | FC 159                                                                                           | |
|                          | Venditore di ciambelle                                                                                        | Maestro Bambocciante delle Turcherie                             | 1700 ca.         | 29,5×22 cm                            | olio su tavola            | FC 413                                                                                           | |
|                          | Scena di osteria                                                                                              | Maestro Bambocciante delle Turcherie                             | 1700 ca.         | 29,5×22,5 cm                          | olio su tavola            | FC 414                                                                                           | |
|                          | Pastori | Maestro Bambocciante delle Turcherie                             | 1700 ca.         | 29×22 cm                              | olio su tavola            | FC 415                                                                                           | |
|                          | Festa orientale                                                                                               | Maestro Bambocciante delle Turcherie                             | 1700 ca.         | 29,5×22 cm                            | olio su tavola            | FC 416                                                                                           | |
|                          | Gesù scaccia i mercanti dal Tempio                                                                            | Maestro ferrarese                                                | 1525             | 47,5×59,5 cm                          | olio su tavola            | FC 220                                                                                           | già in collezione Aldobrandini |
|                          | Ragazza che versa olio da una lampada                                                                         | Giacomo Massa                                                    | 1630 ca.         | 47,5×38 cm                            | olio su tela              | FC 351                                                                                           | registrato nel 1650 e nel 1666 presso la villa di Belrespiro, mentr enel 1709 e nel 1718 è nel palazzo di Valmontone |
|                          | Ragazzo con pipistrello                                                                                       | Giacomo Massa                                                    |                  | 50×39,5 cm                            | olio su tela              | FC 352                                                                                           | registrato nel 1650 e nel 1666 presso la villa di Belrespiro, mentr enel 1709 e nel 1718 è nel palazzo di Valmontone |
|                          | Giovane cantante coronata d'alloro                                                                            | Giacomo Massa                                                    |                  | 49,5×39 cm                            | olio su tela              | FC 364                                                                                           | registrato nel 1650 e nel 1666 presso la villa di Belrespiro, mentr enel 1709 e nel 1718 è nel palazzo di Valmontone |
|                          | Giovane cantore                                                                                               | Giacomo Massa                                                    |                  | 50,5×39 cm                            | olio su tela              | FC 365                                                                                           | registrato nel 1650 e nel 1666 presso la villa di Belrespiro, mentr enel 1709 e nel 1718 è nel palazzo di Valmontone |
|                          | Donna che si spulcia                                                                                          | Giacomo Massa                                                    |                  | 98,5×74 cm                            | olio su tela              | FC 354                                                                                           | registrato nel 1650 e nel 1666 presso la villa di Belrespiro, mentr enel 1709 e nel 1718 è nel palazzo di Valmontone |
|                          | Cristo portacroce                                                                                             | Giovan Francesco Manieri                                         | 1500 ca.         | 58,4×5,3 cm                           | olio su tavola            | FC 522                                                                                           | |
|                          | Gli usurai | Quinten Massys                                                   | 1520 ca.         | 75×93,3 cm                            | olio su tavola            | FC 307                                                                                           | registrato nel 1666 presso il palazzo di piazza Navona |
|                          | Due monaci in preghiera                                                                                       | Quinten Massys ?                                                 | 1513 ca.         | 30,1×44,7 cm                          | olio su tavola            | FC 417                                                                                           | registrato nel 1666 presso il palazzo di piazza Navona |
|                          | Compianto sul corpo di Cristo                                                                                 | Ludovico Mazzolino                                               | 1512             | 53×39,5 cm                            | olio su tavola            | FC 151                                                                                           | già in collezione Aldobrandini |
|                          | Cristo e i Dottori                                                                                            | Ludovico Mazzolino                                               | 1520             | 44,8×34,2 cm                          | olio su tavola            | FC 215                                                                                           | già in collezione Aldobrandini |
|                          | Strage degli innocenti e riposo durante la fuga in Egitto                                                     | Ludovico Mazzolino                                               | 1515             | 137,8×113,2 cm                        | olio su tavola            | FC 428                                                                                           | già in collezione Aldobrandini |
|                          | Paesaggio con riposo durante la fuga in Egitto e angeli                                                       | Pier Francesco Mola                                              | 1656-1658        | 289×202,1 cm                          | olio su tela              | FC 111                                                                                           | |
|                          | Testa di donna                                                                                                | Pier Francesco Mola                                              |                  | 40,5×30 cm                            | olio su tela              | FC 251                                                                                           | registrato nel 1717 presso il palazzo di Valmontone |
|                          | Madonna col Bambino                                                                                           | Pier Francesco Mola                                              |                  | 25,4×25,8 cm                          | olio su tela              | FC 412                                                                                           | registrato nel 1666, nel 1709 e nel 1747 presso la villa di Belrespiro |
|                          | San Bruno in estasi                                                                                           | Pier Francesco Mola (bottega di)                                 |                  | 138,5×101 cm                          | olio su tela              | FC 161                                                                                           | |
|                          | Paesaggi | Jan de Momper                                                    | 1657-1658        | da 48×38 cm a 92×215 cm               | olio su tela              | FC 138 FC 367 FC 438 FC 535 FC 544 FC 600 FC 601                                                 | registrati fino al 1713 presso il palazzo di Valmontone, nel 1718 sono invece in quello di via del Corso |
|                          | Deposizione nel sepolcro                                                                                      | Padovanino                                                       | 1622             | 157×233 cm                            | olio su tela              | FC 362                                                                                           | |
|                          | Putto con un leone                                                                                            | Padovanino                                                       | 1600-1610 ca.    | 48×96 cm                              | olio su tela              | FC 85                                                                                            | registrato nel 1666 presso il palazzo di piazza Navona |
|                          | Madonna col Bambino                                                                                           | Parmigianino                                                     | 1524 ca.         | 58,5×34,4 cm                          | olio su tavola            | FC 290                                                                                           | già in collezione Aldobrandini |
|                          | Natività | Parmigianino                                                     | 1525 ca.         | 58,3×34,5 cm                          | olio su tavola            | FC 292                                                                                           | già in collezione Aldobrandini |
|                          | Cristo portacroce                                                                                             | Sebastiano del Piombo                                            |                  | 93,9x71,2 cm                          | olio su tavola            | FC 511                                                                                           | già in collezione Aldobrandini |
|                          | Agar e Ismaele                                                                                                | Mattia Preti                                                     | 1643 ca.         | 295×192 cm                            | olio su tela              | FC 150                                                                                           | registrato nel 1666 presso la villa di Belrespiro |
|                          | Tributo della moneta                                                                                          | Mattia Preti                                                     | 1635 ca.         | 147×198 cm                            | olio su tela              | FC 173                                                                                           | registrato nel 1666 presso il palazzo di piazza Navona |
|                          | Maddalena penitente                                                                                           | Mattia Preti                                                     | 1657             | 74×60 cm                              | olio su tela              | FC 222                                                                                           | |
|                          | San Giovanni Battista                                                                                         | Mattia Preti                                                     | 1657             | 98,5×76 cm                            | olio su tela              | FC 513                                                                                           | |
|                          | Concerto | Mattia Preti                                                     | 1645 ca.         | 243×410 cm                            | olio su tela              | FC 408                                                                                           | registrato nel 1666 presso la villa di Belrespiro |
|                          | Ritratto femminile                                                                                            | Scipione Pulzone                                                 | 1595 ca.         | 128×94,5 cm                           | olio su tela              | FC 125                                                                                           | |
|                          | Madonna del Latte                                                                                             | Scipione Pulzone (cerchia di)                                    | 1600 ca.         | 77×57 cm                              | olio su tavola            | FC 94                                                                                            | |
|                          | Doppio ritratto (Beazzano e Navagero)                                                                         | Raffaello                                                        |                  | 77×111 cm                             | olio su tavola            | FC 130                                                                                           | già in collezione Aldobrandini |
|                          | Madonna del Passeggio                                                                                         | Raffaello (copia da)                                             |                  | 92,4×62,4 cm                          | olio su tela              | FC 317                                                                                           | copia del dipinto alla National di Edimburgo |
|                          | Madonna del Divino Amore                                                                                      | Raffaello (copia da)                                             |                  | 106,5×84,5 cm                         | olio su tavola            | FC 555                                                                                           | copia del dipinto al Capodimonte di Napoli |
|                          | Trasporto di Psiche                                                                                           | Raffaello (copia da)                                             |                  | 25×18,5 cm                            | olio su rame              | FC 635                                                                                           | copia di una scena del ciclo di affreschi di villa Farnesina a Roma |
|                          | Ritratto di Isabella de Requesens?                                                                            | Raffaello (copia da)                                             | 1520-1525        | 127,7×99 cm                           | olio su tavola            | FC 538                                                                                           | copia del dipinto del Louvre di Parigi, la tavola, già in collezione Aldobrandini, è registrata nel 1764 presso la villa di Belrespiro |
|                          | Lotta di putti                                                                                                | Guido Reni                                                       |                  | 120×152 cm                            | olio su tela              | FC 257                                                                                           | già in collezione Facchinetti |
|                          | Madonna che adora il Bambino                                                                                  | Guido Reni                                                       | 1625-1627        | 92,5×110,5 cm                         | olio su tela              | FC 288                                                                                           | già in collezione Aldobrandini |
|                          | Madonna con il Bambino                                                                                        | Guido Reni (copia da)                                            |                  |                                       | olio su tela              | FC 318                                                                                           | |
|                          | San Girolamo                                                                                                  | Jusepe de Ribera                                                 | 1637             | 128,5×102 cm                          | olio su tela              | FC 366                                                                                           | registrato nel 1666 presso il palazzo di piazza Navona, mentre nel 1718 è nella villa di Belrespiro |
|                          | Giunone mette gli occhi di Argo nella coda del pavone                                                         | Orazio Riminaldi                                                 | 1620-1627        | 220×147 cm                            | olio su tela              | FC 278                                                                                           | già in collezione Aldobrandini |
|                          | Marina con arco roccioso                                                                                      | Salvator Rosa                                                    | 1648-1649        | 66,5×151 cm                           | olio su tela              | FC 440                                                                                           | |
|                          | Icaro e Dedalo                                                                                                | Andrea Sacchi                                                    | 1650 ca.         | 133,5×110 cm                          | olio su tela              | FC 132                                                                                           | |
|                          | San Rocco curato dall'angelo                                                                                  | Carlo Saraceni                                                   | 1614 ca.         | 190,5×127,5 cm                        | olio su tela              | FC 261                                                                                           | già in collezione Aldobrandini |
|                          | San Giovanni Battista                                                                                         | Carlo Saraceni e bottega (Jean Le Clerc ?)                       | 1610-1620        | 190×125 cm                            | olio su tela              | FC 239                                                                                           | già in collezione Aldobrandini |
|                          | Madonna in preghiera                                                                                          | Sassoferrato                                                     | 1640-1650        | 74,5×62,5 cm                          | olio su tela              | FC 225                                                                                           | registrato nel 1666 presso la villa di Belrespiro |
|                          | Sacra Famiglia                                                                                                | Sassoferrato                                                     | 1640-1650        | 101×105 cm                            | olio su tela              | FC 302                                                                                           | |
|                          | Ultima cena                                                                                                   | Ippolito Scarsella                                               | 1605 ca.         | 54×74 cm                              | olio su tela              | FC 249                                                                                           | già in collezione Aldobrandini |
|                          | Diluvio universale                                                                                            | Ippolito Scarsella                                               | 1610 ca.         | 223×240 cm                            | olio su tela              | FC 73                                                                                            | registrato nel 1666 presso il palazzo di piazza Navona, nel 1794 è invece segnalato nel palazzo di via del Corso |
|                          | Ritratto di Agatha van Schoonhoven                                                                            | Jan van Scorel                                                   | 1529             | 38,3×27,1 cm                          | olio su tavola            | FC 216                                                                                           | |
|                          | Salomè con la testa del Battista                                                                              | Antonio Solario                                                  | 1511 ca.         | 55×47,5 cm                            | olio su tavola            | FC 503                                                                                           | |
|                          | Allegoria della Musica (o santa Cecilia)                                                                      | Antonio Solario                                                  | 1511 ca.         | 55×47,5 cm                            | olio su tavola            | FC 503                                                                                           | |
|                          | Venditore di meloni                                                                                           | Lionello Spada                                                   | 1615-1620        | 133,4×96,2 cm                         | olio su tela              | FC 451                                                                                           | |
|                          | Salomè con la testa del Battista                                                                              | Lionello Spada ?                                                 |                  | 99,5×74,5 cm                          | olio su tela              | FC 512                                                                                           | registrato nel 1657 presso il palazzo di piazza Navona, nel 1710 è nel palazzo di Valmontone mentre dal 1717 è in quello di via del Corso |
|                          | Carità romana                                                                                                 | Spadarino                                                        | 1620 ca.         | 164×149 cm                            | olio su tela              | FC 205                                                                                           | |
|                          | Sibilla | Massimo Stanzione                                                | 1630             | 127,5×100,5 cm                        | olio su tela              | FC 353                                                                                           | registrato nel 1666 presso il palazzo di piazza Navona, mentre nel 1718 è nella villa di Belrespiro |
|                          | Cena in Emmaus                                                                                                | Matthias Stomer e bottega                                        | 1630-1633        | 134×165 cm                            | olio su tela              | FC 86                                                                                            | registrato nel 1710 presso il palazzo di Valmontone, mentre dal 1713 è nel palazzo di via del Corso |
|                          | Paesaggio marino con cantiere navale                                                                          | Agostino Tassi                                                   |                  | 80,5×110,5 cm                         | olio su tela              | FC 455                                                                                           | già in collezione Ludovisi, è segnalato nel 1718 presso la villa di Belrespiro |
|                          | Paesaggio del Mar Rosso                                                                                       | Antonio Tempesta                                                 |                  | 40,5×53,8 cm                          | olio su alabastro fiorito | FC 287                                                                                           | già in collezione Aldobrandini |
|                          | Passaggio del Giordano                                                                                        | Antonio Tempesta                                                 | 1620 ca.         | 27,1×33 cm                            | olio su marmo             | FC 755                                                                                           | |
|                          | Paesaggio del Mar Rosso                                                                                       | Antonio Tempesta                                                 | 1620 ca.         | 27×33 cm                              | olio su marmo             | FC 756                                                                                           | |
|                          | Kermesse fiamminga                                                                                            | David Teniers il Giovane                                         | post 1660        | 84,5×115,5 cm                         | olio su tela              | FC 350                                                                                           | registrato nel 1666 presso la villa di Belrespiro |
|                          | Chiamata di Semiramide                                                                                        | Alessandro Tiarini                                               | 1640-1650        | 137×170,5 cm                          | olio su tela              | FC 327                                                                                           | |
|                          | Martirio di santa Dorotea                                                                                     | Alessandro Tiarini                                               | 1620-1625        | 150,5×112,5 cm                        | olio su tela              | FC 71                                                                                            | registrato nel 1657 presso il palazzo di piazza Navona, nelle raccolte di Olimpia Maidalchini |
|                          | San Pietro e san Giovanni davanti a Simon Mago                                                                | Alessandro Tiarini                                               | 1620-1625        | 159×223 cm                            | olio su tela              | FC 356                                                                                           | registrato nel 1663 e nel 1713 presso il palazzo di Valmontone, mentre nel 1718 è in quello di via del Corso |
|                          | Ritratto di prelato                                                                                           | Tintoretto                                                       | 1560-1565        | 121×102 cm                            | olio su tela              | FC 131                                                                                           | |
|                          | Ritratto di giovane gentiluomo                                                                                | Tintoretto                                                       | 1553-1555        | 105×92 cm                             | olio su tela              | FC 165                                                                                           | |
|                          | Salomè con la testa del Battista                                                                              | Tiziano                                                          | 1515 ca.         | 89,5×73 cm                            | olio su tela              | FC 517                                                                                           | già in collezione Aldobrandini |
|                          | Spagna che aiuta Religione                                                                                    | Tiziano ? e bottega                                              |                  | 166×174 cm                            | olio su tela              | FC 383                                                                                           | già in collezione Aldobrandini, replica del dipinto al Prado di Madrid |
|                          | Ritratto d'uomo con libro                                                                                     | Tiziano ?                                                        | 1530-1540        | 117×87 cm                             | olio su tela              | FC 147                                                                                           | già in collezione Aldobrandini |
|                          | Angelo con tamburello                                                                                         | Tiziano (cerchia di, Francesco Vecellio ?)                       | 1530 ca.         | 98,2×66,8 cm                          | olio su tavola            | FC 505                                                                                           | registrato nel 1650 e nel 1666 presso la villa del Belrespiro, mentre dal 1719 è nel palazzo di via del Corso |
|                          | Maddalena penitente                                                                                           | Tiziano (copia da)                                               |                  | 86,5×67,5 cm                          | olio su tela              | FC 235                                                                                           | replica il modello di palazzo Pitti a Firenze, è già in collezione Aldobrandini |
|                          | Maddalena penitente                                                                                           | Tiziano (copia da)                                               |                  | 98,5×77,5 cm                          | olio su tela              | FC 566                                                                                           | replica i modelli successivi a quello Pitti, quindi di quelli di Capodimonte a Napoli o dell'Ermitage di San Pietroburgo, è già in collezione Aldobrandini |
|                          | Le tre età dell'uomo                                                                                          | Tiziano (copia da)                                               | 1600 ca.         | 82×96 cm                              | olio su tela              | FC 313                                                                                           | copia del dipinto di palazzo Pitti a Firenze |
|                          | Amor sacro e Amor profano                                                                                     | Tiziano (copia da)                                               |                  | 90×152 cm                             | olio su tela              | FC 607                                                                                           | replica il modello alla National di Edimburgo, è già in collezione Aldobrandini, registrato nel 1734 presso la villa di Belrespiro |
|                          | Ritratto di Laura Dianti in veste di sant'Elena                                                               | Tiziano (copia da)                                               |                  | 117×92,8 cm                           | olio su tela              | FC 657                                                                                           | replica il dipinto a Kreuzlingen, è registrato nel 1657 presso il palazzo di piazza Navona, mentre nel 1666 è nella villa di Belrespiro |
|                          | Caino e Abele                                                                                                 | Niccolò Tornioli                                                 | 1648-1651 ca.    | 294×194 cm                            | olio su tela              | FC 127                                                                                           | già in collezione Spada, donato a Innocenzo X da Virgilio Spada intorno al 1652; registrato nel 1663 presso il palazzo di Valmontone, nel 1747 è presso il palazzo di via del Corso |
|                          | Deposizione dalla Croce                                                                                       | Giorgio Vasari                                                   | 1544 ca.         | 297×188 cm                            | olio su tavola            | FC 133                                                                                           | già nella chiesa di Sant'Agostino a Roma, fu acquistata nel 1666 e collocata nel palazzo di piazza Navona, mentre nel 1747 è presso quello di via del Corso |
|                          | Ritratto di Innocenzo X                                                                                       | Diego Velázquez                                                  |                  | 141×119 cm                            | olio su tela              | FC 289                                                                                           | registrato nel 1666 presso il palazzo di piazza Navona, mentre nel 1747 è presso la villa di Belrespiro |
|                          | Orazione nell'orto                                                                                            | Marcello Venusti                                                 |                  | 58×82,3 cm                            | olio su tavola            | FC 268                                                                                           | |
|                          | Crocifissione                                                                                                 | Marcello Venusti                                                 | 1550 ca.         | 51,6×33 cm                            | olio su tavola            | FC 340                                                                                           | |
|                          | Deposizione dalla Croce                                                                                       | Veronese ? e bottega                                             |                  | 64,5×86,5 cm                          | olio su tela              | FC 113                                                                                           | già in collezione Aldobrandini |
|                          | Adorazione dei pastori                                                                                        | Veronese ? e bottega                                             |                  | 84,6×98,7 cm                          | olio su tela              | FC 189                                                                                           | |
|                          | Andata al Calvario                                                                                            | Veronese                                                         |                  | 57,8×75 cm                            | olio su tela              | FC 744                                                                                           | già in collezione Aldobrandini |
|                          | Ritratto di Olimpia Giustiniani Barberini ?                                                                   | Jacob Ferdinand Voet                                             | 1670-1690        | 73,8×61,5 cm                          | olio su tela              | FC 715                                                                                           | |
|                          | Ritratto di Olimpia Aldobrandini Pamphilj (?) a figura intera                                                 | Jacob Ferdinand Voet                                             | post 1666        | 211×140 cm                            | olio su tela              | FC 654                                                                                           | già in collezione Aldobrandini |
|                          | Ritratto di Olimpia Aldobrandini Pamphilj                                                                     | Jacob Ferdinand Voet                                             | 1670-1690        | 78,8×62,5 cm                          | olio su tela              | FC 717                                                                                           | |
|                          | Veduta della Piazzetta, il Palazzo Ducale e la Marciana                                                       | Gaspar van Wittel                                                | 1700 ca.         | 28×42 cm                              | olio su tela              | FC 369                                                                                           | |
|                          | Veduta della punta della Dogana                                                                               | Gaspar van Wittel                                                | 1700 ca.         | 28×42 cm                              | olio su tela              | FC 370                                                                                           | |
|                          | Maddalena che legge                                                                                           | Adriaen Isenbrant                                                | 1525-1530        | 44,4×32,6 cm                          | olio su tavola            | FC 523                                                                                           | già in collezione Aldobrandini |

### Dipinti acquisiti sotto il casato Doria-Landi-Pamphilj
| Immagine | Titolo | Autore                               | Data          | Dimensioni     | Tecnica e supporto                  | Numero d'inventario         | Note                                                       |
| -------- | --- | ------------------------------------ | ------------- | -------------- | ----------------------------------- | --------------------------- | ---------------------------------------------------------- |
|          | Ritratto di Giacomo Stuart | Belle Alexis-Simon                   |               | 70,5×56,5 cm   | olio su tela                        | FC 623                      |                                                            |
|          | Madonna del Latte | Ambrosius Benson ?                   | 1525-1527 ca. | 34,4×23,4 cm   | olio su tavola                      | FC 749                      |                                                            |
|          | San Giacomo apostolo e sant'Antonio Abate | Bicci di Lorenzo                     |               | 52×51,8 cm     | tempera e oro su tavola             | FC 590                      |                                                            |
|          | San Cristoforo e san Giovanni Battista | Bicci di Lorenzo                     |               | 53,4×51,5 cm   | tempera e oro su tavola             | FC 591                      |                                                            |
|          | Ritratto di Mary Alethea Talbot Doria Pamphilj                                                                                                  | Carlo von Blaas                      | 1844          | 98,5×75,5 cm   | olio su tela                        | FC 735                      |                                                            |
|          | Ritratto del cavallo Demetrio | Giulio von Blaas                     |               | 70,1×95,1 cm   | olio su tela                        | FC 608                      |                                                            |
|          | Veduta della Lanterna di Genova dal mare | Jan Theunisz Blanckerhoff            |               | 50×68 cm       | olio su tela                        | FC 534                      |                                                            |
|          | Ritratto di Giannetto Doria | Bronzino ?                           | 1540-1550 ca. | 113×84 cm      | olio su tavola                      | FC 670                      | esposto nella villa del Principe di Genova                 |
|          | Ritratto di Andrea Doria come Nettuno | Bronzino (bottega di)                | 1540-1550 ca. | 115×53 cm      | olio su tela                        | FC 669                      | esposto nella villa del Principe di Genova                 |
|          | Ritratto di Filippo Andrea V Doria Pamphilj a figura intera                                                                                     | Alessandro Capalti                   |               | 225×157,5 cm   | olio su tela                        | FC 629                      |                                                            |
|          | Ritratto di Mary Alethea Talbot Doria Pamphilj a figura intera                                                                                  | Alessandro Capalti                   |               | 223×160 cm     | olio su tela                        | FC 630                      |                                                            |
|          | Ritratto di Mary Alethea Talbot Doria Pamphilj con i figli Teresa, Giovanni Andrea VI, Alfonso e Guendalina                                     | Alessandro Capalti                   |               | 170×128 cm     | olio su tela                        | FC 632                      |                                                            |
|          | Ritratto di Giovanni Andrea VI Doria Pamphilj                                                                                                   | Alessandro Capalti                   |               | 38,3×29 cm     | olio su tela                        | FC 662                      |                                                            |
|          | Ritratto di Alfonso Doria Pamphilj | Alessandro Capalti                   |               | 39×29 cm       | olio su tela                        | FC 663                      |                                                            |
|          | Ritratto di Teresa Doria Pamphilj ? | Alessandro Capalti                   |               | 38,5×29 cm     | olio su tela                        | FC 664                      |                                                            |
|          | Ritratto del cardinale Giorgio I Doria | Lucia Casalini Torelli               | 1743 ca.      | 234×148,8 cm   | olio su tela                        | FC 730                      | registrato nel 1813 presso la villa del Principe di Genova |
|          | Ritratto di Elisabetta d'Austria | Francois Clouet e bottega            | 1571          | 31×22,9 cm     | olio su tavola                      | FC 705                      |                                                            |
|          | Ritratto di Leopoldina Savoia Carignano Doria Pamphilj                                                                                          | Antonio Concioli                     | 1808 ca.      | 59,5×47,5 cm   | olio su tela                        | FC 633                      |                                                            |
|          | Nature morte | Baldassarre De Caro ?                |               | 46×33 cm       | olio su tela                        | FC 675 FC 690 FC 691 FC 692 |                                                            |
|          | Nature morte | Baldassarre De Caro ?                |               | 180×63 cm      | olio su tela                        | FC 693                      |                                                            |
|          | Ritratto di famiglia Doria Pamphilj | André-Adolphe-Eugène Disdéri         |               | 30,9×22,6 cm   | tempera su fotografia su cartoncino | FC 842                      |                                                            |
|          | San Giovanni Battista nelle selve | Andrea Donducci (cerchia di)         |               | 74,5×61,7 cm   | olio su tela                        | FC 801                      |                                                            |
|          | San Giorgio e il Drago | Andrea Donducci (cerchia di)         |               | 74,5×61,7 cm   | olio su tela                        | FC 802                      |                                                            |
|          | San Giuliano d'Egitto condannato al martirio | Baciccio                             | 1705 ca.      | 262×173,3 cm   | olio su tela                        | FC 740                      |                                                            |
|          | Madonna col Bambino | Jan Gossaert (copia da Jan van Eyck) | 1513-1514     | 45,7×27,5 cm   | olio su tavola                      | FC 747                      | già in collezione Colonna                                  |
|          | Sant'Antonio abate e il donatore Antonio Siciliano in un paesaggio                                                                              | Jan Gossaert                         | 1510-1515     | 47,5×39,1 cm   | olio su tavola                      | FC 748                      | già in collezione Colonna                                  |
|          | San Paolo | Guercino (bottega di)                | ante 1640     | 65,6×49,4 cm   | olio su tela                        | FC 526                      | già in collezione Colonna                                  |
|          | Ritratto del cardinale Giuseppe II Doria Pamphilj                                                                                               | Gaspare Landi                        | 1804          | 95×71,8 cm     | olio su tela                        | FC 729                      | esposto nella villa del Principe di Genova                 |
|          | Annunciazione Doria | Filippo Lippi                        | 1445-1450     | 117×173 cm     | tempera su tavola                   | FC 668                      |                                                            |
|          | Madonna col Bambino e angeli con i santi Antonio abate, Pietro, Giovanni Battista e Matteo                                                      | Maestro di Borgo alla Collina        | 1400-1450     | 218×258 cm     | tempera e olio su tavola            | FC 811                      |                                                            |
|          | Compianto sul Cristo morto e donatore | Hans Memling                         | 1475-1480     | 68,5×52,5 cm   | olio su tavola                      | FC 592                      |                                                            |
|          | Ritratto del cardinale Antonio Doria | Vincenzo Milione                     | 1785          | 73,4×60 cm     | olio su tela                        | FC 848                      |                                                            |
|          | Ritratto di Teresa Doria Tursi, prima moglie di Giannandrea IV                                                                                  | Domenico Parodi                      | 1726          | 125×95 cm      | olio su tela                        | FC 818                      | esposto nella villa del Principe di Genova                 |
|          | Ritratto di Anna Maria Landi Spinelli | Domenico Parodi                      | 1726          | 125×100 cm     | olio su tela                        | FC 819                      | esposto nella villa del Principe di Genova                 |
|          | Ritratto femminile con veste rossa | Domenico Parodi                      | 1726          | 125×95 cm      | olio su tela                        | FC 820                      | esposto nella villa del Principe di Genova                 |
|          | Ritratto femminile con veste blu | Domenico Parodi (cerchia di)         | 1726          | 125×95 cm      | olio su tela                        | FC 821                      | esposto nella villa del Principe di Genova                 |
|          | Ritratto femminile con cespo di fiori | Domenico Parodi (cerchia di)         | 1726          | 125×95 cm      | olio su tela                        | FC 822                      | esposto nella villa del Principe di Genova                 |
|          | Ritratto di Livia Centurione Doria | Domenico Parodi ?                    | 1726          | 125×95 cm      | olio su tela                        | FC 823                      | esposto nella villa del Principe di Genova                 |
|          | San Silvestro predice e constata la morte del tiranno Taqruinio, soffocato da una spina di pesce; Liberazione del santo                         | Pesellino                            | 1453 ca.      | 30,5×58 cm     | tempera e oro su tavola             | FC 666                      |                                                            |
|          | San Silvestro resuscita due sacerdoti uccisi dall'alito di un drago che devastava Roma; il santo chiude la bocca al drago col segno della croce | Pesellino                            | 1453 ca.      | 30,5×58 cm     | tempera e oro su tavola             | FC 667                      |                                                            |
|          | Allegoria del matrimonio fra Giovanni Andrea III Doria e Anna Pamphilj                                                                          | Domenico Piola                       | 1671          | 130×103 cm     | olio su tela                        | FC 832                      | esposto nella villa del Principe di Genova                 |
|          | Allegoria del matrimonio fra Giovanni Andrea III Doria e Anna Pamphilj                                                                          | Domenico Piola                       | 1671          | 130×103 cm     | olio su tela                        | FC 833                      | esposto nella villa del Principe di Genova                 |
|          | Allegoria del matrimonio fra Giovanni Andrea III Doria e Anna Pamphilj                                                                          | Domenico Piola                       | 1671          | 114×110 cm     | olio su tela                        | FC 834                      | esposto nella villa del Principe di Genova                 |
|          | Ritratto di Andrea Doria | Sebastiano del Piombo                | 1526          | 150,5×103,3 cm | olio su tavola                      | FC 671                      | esposto nella villa del Principe di Genova                 |
|          | Ritratto di Andrea Doria | Sebastiano del Piombo                | 1526 ca.      | 62,3×46,5 cm   | olio su lavagna                     | FC 791                      | esposto nella villa del Principe di Genova                 |
|          | Ritratto di Francesco II Sforza | Tiziano (copia da)                   |               | 113×94 cm      | olio su tela                        | FC 708                      | esposto nella villa del Principe di Genova                 |